# Paul Fidrmuc
Paul Georg Fidrmuc (28. června 1898 Krnov – 20. října 1958 Barcelona) byl německý novinář a špion s kódovým jménem Ostro.

## Životopis
Narodil se v Krnově v Rakouském Slezsku. V první světové válce sloužil v Rakousko-uherské armádě jako záložní důstojník. Byl zajat na italské frontě, ale ze zajetí se mu podařilo po krátké době uprchnout. Po vzniku Československa patřil k německé menšině, která vznik republiky nepodporovala a on byl zatčen za protistátní činnost. Z vězení se mu opětovně podařilo uprchnout. V roce 1920 začal studovat filologii ve Vídni, ale pro nedostatek financí byl nucený studia ukončit. Z Vídně odešel do Lübecku, kde se zabýval vývozem kovů.
V roce 1922 se stal členem veslařského klubu Lübeck a ve stejném roce se jako člen veslařské osmy stal v Trevíru německým šampionem. V polovině 20. let 20. století pracoval jako novinář, psal pro britské a americké časopisy. Ovládal šest jazyků: angličtinu, francouzštinu, španělštinu, italštinu, portugalštinu a dánštinu.
V roce 1935 byl zatčen gestapem pro podezření, že mohl být českým agentem nebo dvojím agentem. V té době došlo k navázaní spolupráce s německou vojenskou rozvědkou Abwehr. V roce 1939 se stal členem NSDAP a jeho působištěm se stala Vídeň. Jako agent poskytl před invazí do Polska plán rozmístění generálních štábů polské armády. Dodal rovněž plán výroby v ropných rafinérií v rumunské Ploješti. V roce 1939 se svou dánskou manželkou přesunul do Kodaně, kde byl následně zatčen a posléze vyměněn za dánské špiony.
V roce 1940 se svou ženou odešel do Lisabonu, kde řídil agenturní síť špionů a kde se zároveň podílel na špionáži proti Spojenému království a Spojeným státům americkým. Odmítl pokusy o nábor Britů.
Na 3. června 1944 správně předpověděl datum invaze spojeneckých vojsk v Normandii. Jeho sdělení německému středisku tajných služeb v Berlíně bylo následující: „Plán v blízkosti La Manche je preferován: Zahrnuje leteckou a námořní operaci, přistání východně a západně od departementu La Manche poblíž Isigny.“ Vzhledem k tomu, že od něho docházely často falešné zprávy, tak jeho varování velení v Berlíně ignorovalo.
V polovině března 1945 odešel do Španělska, ale v roce 1946 byl deportován do Německa, kde byl vyslýchán Američany, kteří ho klasifikovali jako „jednoho z nejúspěšnějších a potenciálně nejnebezpečnějších německých agentů války“. Žádosti o vydání z Československa nebylo vyhověno a Paul Fidrmuc byl propuštěn na svobodu. Po propuštění se vrátil do Barcelony, kde pokračoval ve své práci špiona, tentokrát pro španělskou tajnou službu. Kromě toho psal romány plné zločinu a pracoval jako novinář pro Rhein-Neckar-Zeitung, Die Zeit a od roku 1950 pro Spiegel. Zemřel na rakovinu kostí ve věku 60 let.
Podle životopisce Grahama Greena Normana Sherryho byl Fidrmuc vzorem literární postavy Jamese Wormolda v románu „Náš muž v Havaně“.